# BSFZ-アレーナ
BSFZ-アレーナ（BSFZ-Arena）は、オーストリア・ニーダーエスターライヒ州のマリア・エンゼルスドルフにあるサッカー専用スタジアム。FCアドミラ・ヴァッカー・メードリングのホームスタジアムでもある。